# 503
503 је била проста година.

## Догађаји
- Рат са Сасанидском Персијом: Цар Анастасије I шаље византијску војску (52.000 људи) у Јерменију, али је поражен. Римљани покушавају неуспешну опсаду Персијског града Амиде, на реци Тигар. Краљ Кавад I врши инвазију на Осроен и опсаде град Едесу (Северна Месопотамија).
- Мај – Ареобинд, византијски генерал (магистер милитум), стациониран је као командант у Дари, са војском од 12.000 људи да чува персијско упориште Нисибис (савремена Турска).
- Мундхир III, краљ Лакхмида (арапских хришћана), напада Палаестину Салутарис и Арабију Петреју. Он хапси велики број Римљана.
- Краљ Ернак, трећи син Атиле Хуна, умире после 34-годишње владавине. Наследила су га његова два сина (Утигур и Кутригур), који деле власт са уједињеним Бугарима.